# Joséphine de Beauharnais
Joséphine de Beauharnais (phiên âm tiếng Việt: Giô-dê-phin; phát âm [ʒo.ze.fin də‿bo.aʁ.nɛ]; tên khai sinh là Marie Josèphe Rose Tascher de La Pagerie; 23 tháng 6 năm 1763 – 29 tháng 5 năm 1814) là Hoàng hậu của Đế quốc Pháp thời kỳ đế chế thứ nhất. Bà là Hoàng hậu đầu tiên của Hoàng đế Napoleon.
Trước khi lấy Napoléon, bà từng kết hôn với Alexandre de Beauharnais, một nhà quý tộc từng bị xử tử hình trong thời kỳ cách mạng Pháp, và có hai người con là Eugène de Beauharnais và Hortense de Beauharnais. Hoàng đế Napoléon III là con trai của Hortense vì vậy là cháu ngoại của Josephine. Còn con cháu của Eugène de Beauharnais là nhiều Quốc vương của Đan Mạch và Thụy Điển, các vương tộc ở Bỉ, Na Uy và Luxembourg cũng có quan hệ họ hàng với bà.
Do không thể sinh con cho hoàng đế Napoléon, Hoàng đế và Hoàng hậu đã ly dị vào năm 1810, tuy nhiên Napoléon vẫn cho bà giữ lại danh hiệu Hoàng hậu và giữ quan hệ tốt đẹp với bà. Sinh thời, Hoàng đế Napoléon từng viết nhiều bức thư tình cho Hoàng hậu mà sau này chúng rất nổi tiếng. Lâu đài của bà ở Malmaison được nhớ đến do vườn hoa hồng tráng lệ mà bà rất ưa thích và dành nhiều thời gian để tập hợp những loài hoa hồng trên khắp thế giới, và cho in một tác phẩm lịch sử về hoa hồng

## Tên gọi
Hoàng hậu Joséphine của Pháp thường được gọi với tên "Joséphine de Beauharnais". Tuy nhiên cái tên đấy không hề được khổ chủ sử dụng vì "Beauharnais" là họ của chồng trước của Joséphine, và sau khi kết hôn với Napoléon bà không còn dùng cái họ đấy nữa mà dùng họ "Bonaparte" của Napoléon. "Joséphine" là tên mà Napoléon hay gọi bà, và trước khi gặp hoàng đế tương lai của Pháp bà cũng không dùng tên này, có thể là bà dùng tên đệm của mình là "Josèphe" để xưng hô. Ngoài ra, trước khi gặp Napoléon, cũng có một thời gian bà tự xưng là Rose, hay Marie-Rose, hay Tascher de la Pagerie, (hoặc de Beauharnais), và đôi khi bà sử dụng họ hồi chưa kết hôn là Tascher de la Pagerie trong những năm cuối đời. Sau khi kết hôn với Napoléon, bà sử dụng tên Joséphine Bonaparte. Còn danh xưng "Joséphine de Beauharnais" được cho là xuất hiện vào thời kỳ Trung hưng của dòng họ Bourbon, vương gia Bourbon rõ ràng không muốn sử dụng họ Bonaparte của kẻ địch là Napoléon, cũng như không muốn thừa nhận danh hiệu Hoàng hậu của bà. 

## Tuổi trẻ

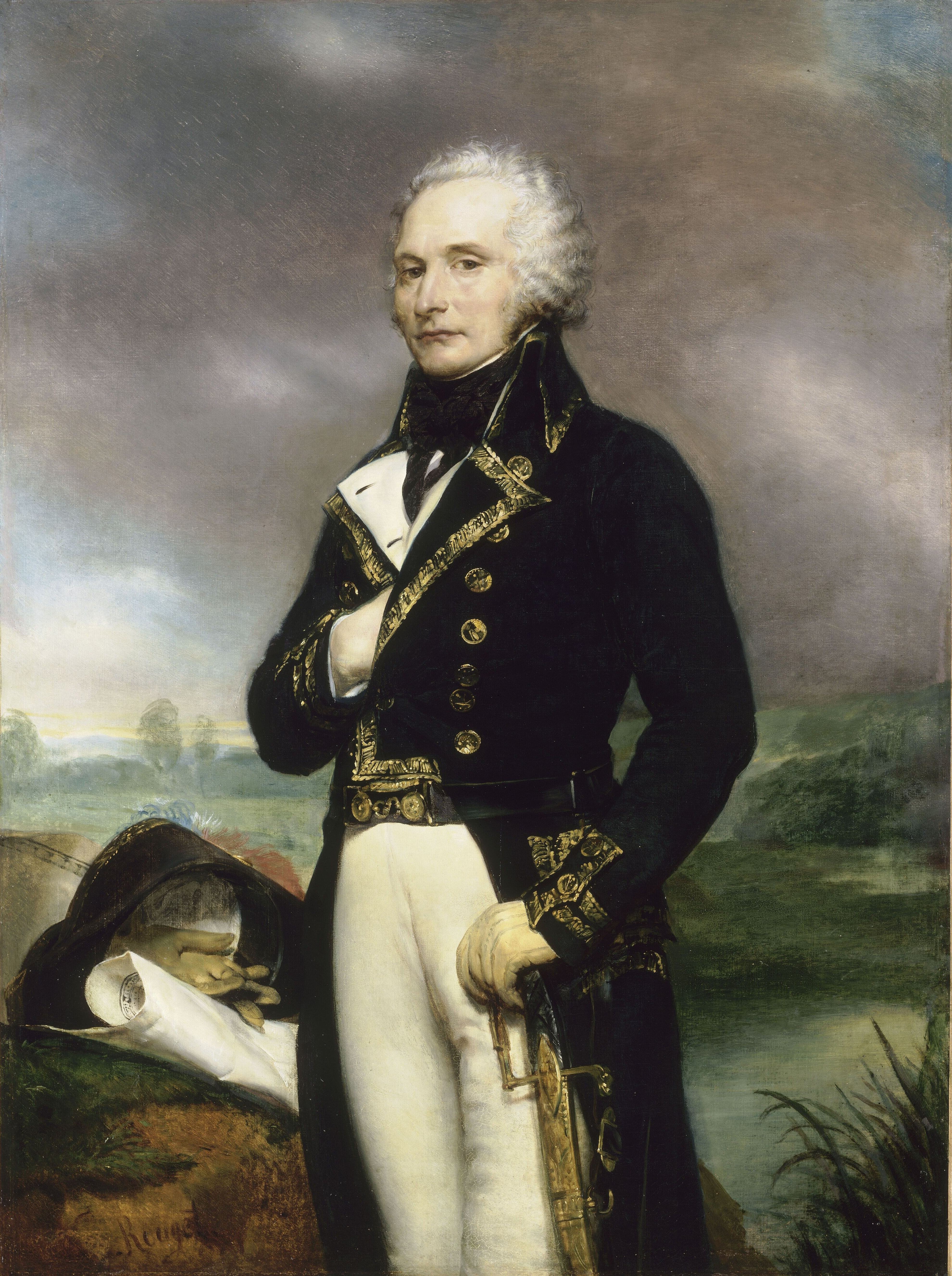
Alexandre-Francois-Marie, tử tước Beauharnais, người chồng đầu tiên của Joséphine. Tranh vẽ bởi Georges Rouget

Hoàng hậu Joséphine tên thật là Marie Josèphe Rose Tascher de La Pagerie. Bà sinh ra ở Les Trois-Îlets trên vùng đảo Martinique ở biển Caribe, xuất thân trong một gia đình đại điền chủ sở hữu một đồn điền trồng mía đường (nay đã đã trở thành một viện bảo tàng). Thân phụ của bà là ông Joseph-Gaspard Tascher (1735–1790), Hiệp sĩ, lãnh chúa la Pagerie, sĩ quan thủy binh. Thân mẫu của bà là bà Rose-Claire des Vergers de Sannois (1736–1807). Ông ngoại của bà, Anthony Brown, có thể là một người Ailen.
Năm 1766 một trận bão quét qua nơi bà sinh sống và gây ra thiệt hại nặng nề về kinh tế cho gia đình bà. Nhưng may mắn là người dì của Marie Josèphe, bà Edmée (French, Desirée) là người tình của Hầu tước Francis của Beauharnais. Khi sức khoẻ của Hầu tước bắt đầu suy yếu, bà Edmée đã tìm cách mai mối cô Catherine-Désirée, em gái của Marie Josèphe, cho con trai của Hầu tước là Alexandre de Beauharnais. Rõ ràng quan hệ hôn nhân với gia đình Hầu tước Beauharnais mang lại món lợi lớn về kinh tế cho gia đình Tascher. Không may cho Catherine-Désirée là cô chết đột ngột vào ngày 16 tháng 10 năm 1777 ở tuổi 12 trước khi gặp mặt gia đình Hầu tước, vì vậy Marie Josèphe được chọn để thay em gái mình đính hôn.
Tháng 10 năm 1779, Marie Josèphe cùng cha sang Pháp và ngày 13 tháng 12 cô kết hôn với Tử tước Alexandre de Beauharnais tại Noisy-le-Grand. Hai vợ chồng sống ở Paris, ban đầu trong một biệt thự của Hầu tước Beauharnais tại đường Thévenot, về sau trong một khu nhà ở đường Neuve Saint-Charles. Họ có với nhau hai mặt con, con trai Eugène (1781–1824) và con gái Hortense (1783–1837).
Marie Josèphe, lúc này là vợ của một Tử tước, đã có thể hưởng thụ một cuộc sống dễ chịu hơn so với trước. Tuy nhiên các sự kiện sau đó cho thấy cuộc sống vợ chồng hai người không hạnh phúc. Ông chồng Alexandre thường xuyên vắng nhà, những hôm không ở trong quân ngũ, Alexandre thường xuyên lui tới nhà thầy dạy cũ là Antoine Patricol ở La Roche-Guyon. Những khi Marie Josèphe than phiền về sự thờ ơ của chồng, Alexandre đáp lại bằng việc chê bai vợ là người thiếu giáo dục. Sau khi Marie Josèphe sinh con trai đầu lòng là Eugène, quan hệ vợ chồng có đầm ấm lên đôi chút, nhưng chỉ sau vài tuần ông chồng lại tiếp tục điệp khúc vắng nhà.
Tháng 7 năm 1782, Alexandre de Beauharnais cùng với người tình cũ của mình là Laure de Girardin, phu nhân Longpré đến đảo Martinique. Trong lúc chồng và người tình cũ vui vẻ ở hải ngoại, Marie Josèphe mang thai cô con gái Hortense. Alexandre cho rằng Hortense là con do Marie Josèphe ngoại tình mà có vì vậy ông ta đòi đuổi Joséphine ra khỏi nhà, bắt đến sống ở tu viện Penthemont, còn con giao cho vú em nuôi dưỡng. Marie Josèphe kiện ra toà và được xử thắng kiện vào ngày 3 tháng 2 năm 1784. Alexandre bị buộc phải trả tiền cấp dưỡng cho vợ con. Sau đó Alexandre lại âm mưu bắt cóc con trai Eugène cùa mình và chuyện này lại dẫn đến một vụ lộn xộn kiện tụng. Cuối cùng dì Marie-Euphémie-Désirée đã đứng ra dàn xếp một thoả thuận theo đó Alexandre phải đứng ra nhận lỗi và cấp dưỡng hàng năm 6000 livrơ cho vợ. Tình hình tài chính của Marie Josèphe trong giai đoạn này tương đối khó khăn, vì vậy bà và con gái dự tính về quê, hai người rời Pháp vào tháng 6 năm 1788. Trong suốt 3 năm, bà và con gái không có chỗ ở cố định, nhưng Marie Josèphe ít nhiều gây được ảnh hưởng trong cộng đồng dân cư Martinique Hồi ký của Paul Barras ghi rằng thời gian này rộ lên tin đồn Marie Josèphe có quan hệ tình cảm và có con rơi với người dân địa phương, tin đồn này làm xấu đi quan hệ giữa bà và Alexander de Beauharnais.

## Thời kỳ Cách mạng Pháp
Năm 1789, Cách mạng Pháp bùng nổ và mau chóng lan sang hải đảo Martinique của Pháp. Một người chú của Marie Josèphe bị quân cách mạng bắt làm con tin ở Pháo đài Desaix. Thủ phủ của Martinique nhanh chóng bị vây hãm, Joséphine cùng con gái bỏ trốn khỏi đảo trên chiếc tàu La Sensible và cập bến Toulon vào tháng 11 năm 1790. Hai người sau đó dọn đến sống cùng với người dì ở Fontainebleau. Alexandre de Beauharnais trong thời gian này đang là một chính trị gia hoạt động tích cực cho Cách mạng Pháp, và Marie Josèphe dù ly thân với chồng, cũng thường xuyên xuất hiện trước công chúng với tư cách là vợ của Alexandre, và tận dụng cơ hội để tạo dựng các mối quan hệ xã hội với các nhân vật nổi tiếng trong chính giới Pháp như bá tước La Fayette, Hầu tước Caulaincourt, thậm chí cả các nhân vật thuộc phái cực hữu như Michelle de Bonneuil và phái cực tả như Charlotte de Robespierre.
Tuy nhiên sau đó vận đen đến với gia đình Beauharnais. Alexandre de Beauharnais bị quy trách nhiệm cho thất bại trong trận phòng thủ Mainz vào tháng 7 năm 1793 cũng như bị kết tội là thành phần quý tộc của chế độ phong kiến cũ. Trong thời gian này Marie Josèphe tá túc tại nhà của một người bạn là Phu nhân Hosten-Lamotte tại Croissy. Thông qua mối quan hệ với người đứng đầu uỷ ban an ninh là Marc-Guillaume-Alexis Vadier, Joséphine đã giúp nhiều người thân và họ hàng thoát khỏi cảnh tù tội, nhưng bà không cứu được ông chồng xấu số. Ngày 2 tháng 3 năm 1794, Ủy ban An ninh Công cộng của nước Cộng hoà Pháp bắt giữ Alexandre de Beauharnais và tống giam ông tại nhà ngục Carmes. Alexandre de Beauharnais và người anh em họ là Augustin bị xử chém đầu vào ngày 23 tháng 7 năm 1794 ở Điện Cách mạng (Place de la Révolution, nay là Quảng trường Concorde) ở Paris.
Ngày 18 tháng 4 năm 1794, đến lượt Marie Josèphe bị bắt giam do bị nghi ngờ có liên hệ mật thiết với các phần tử phản cách mạng. Trát bắt giữ bà được ban hành vào ngày 21 tháng 4 và bà bị giam ở ngục Carmes cho đến ngày 28 tháng 7. Trong thời gian bị giam, bà liên lạc với hai con bằng thư tay trên các mẩu giấy viết nguệch ngoạc. Sau đó thư từ với gia đình cũng bị cấm. Tuy nhiên Marie Josèphe được phóng thích chỉ ít ngày sau đó, sau khi phái Jacobin của Maximilien de Robespierre bị lật đổ trong cuộc đảo chính Tháng Nóng. Ngày 27 tháng 7 năm 1794, Jean-Lambert Tallien, một nhân vật cầm đầu cuộc đảo chính, đã cho phóng thích Thérèse Cabarrus và sau đó là Marie Josèphe. Vào tháng 6 năm 1795, tài sản của ông chồng quá cố Alexandre được chuyển cho Marie Josèphe sở hữu.
Tình hình kinh tế của gia đình Marie-Josèphe lúc này rất khó khăn vì bà không có thu nhập cố định và tài sản của chồng quá cố vẫn còn bị tịch biên. Tuy nhiên Marie-Josèphe đã tận dụng các mối quan hệ xã hội và tình hình kinh tế nước Pháp thời đó để cải thiện kinh tế gia đình. Bà đã giành được quyền sở hữu tài sản của chồng, thanh toán các khoản nợ và cải thiện thu nhập. Nhờ đó gia đình có thể sống khá thoải mái tại một căn hộ thuê ở đường Chantereine, Paris, thậm chí giữ lại được căn hộ ở Croissy. Tiền bạc rủng rỉnh trong túi, Marie-Josèphe gửi hai con đi học ở những cơ sở có tiếng tăm tại Saint-Germain-en-Laye. Con trai Eugène được học ở một trường Ailen điều hành bởi cha xứ Mac Dermott, con gái Hortense được dạy dỗ bởi Phu nhân Campan, người từng là Đại thị nữ của cố vương hậu Maria Antonia. Marie Josèphe cũng tranh thủ tạo dựng mối quan hệ với nhiều nhân vật chính trị của Pháp. Bà là bạn thân của Theresa, vợ của Jean-Lambert Tallien, người cứu bà thoát khỏi nhà tù. Hai người phụ nữ cũng đứng đầu bảng trong nhóm các phụ nữ ăn chơi xa xỉ trong xã hội Pháp lúc đó và để lại ảnh hưởng nhất định trong thời trang ăn mặc của giới thượng lưu Pháp. Marie Josèphe cũng có quan hệ thân thiết vởi Paul Barras, người cầm đầu chế độ Đốc chính, đến mức nhiều ý kiến cho rằng hai người là tình nhân. Trong thời gian này Marie-Josèphe, sử dụng tên gọi "Rose".

## Kết hôn với Napoléon

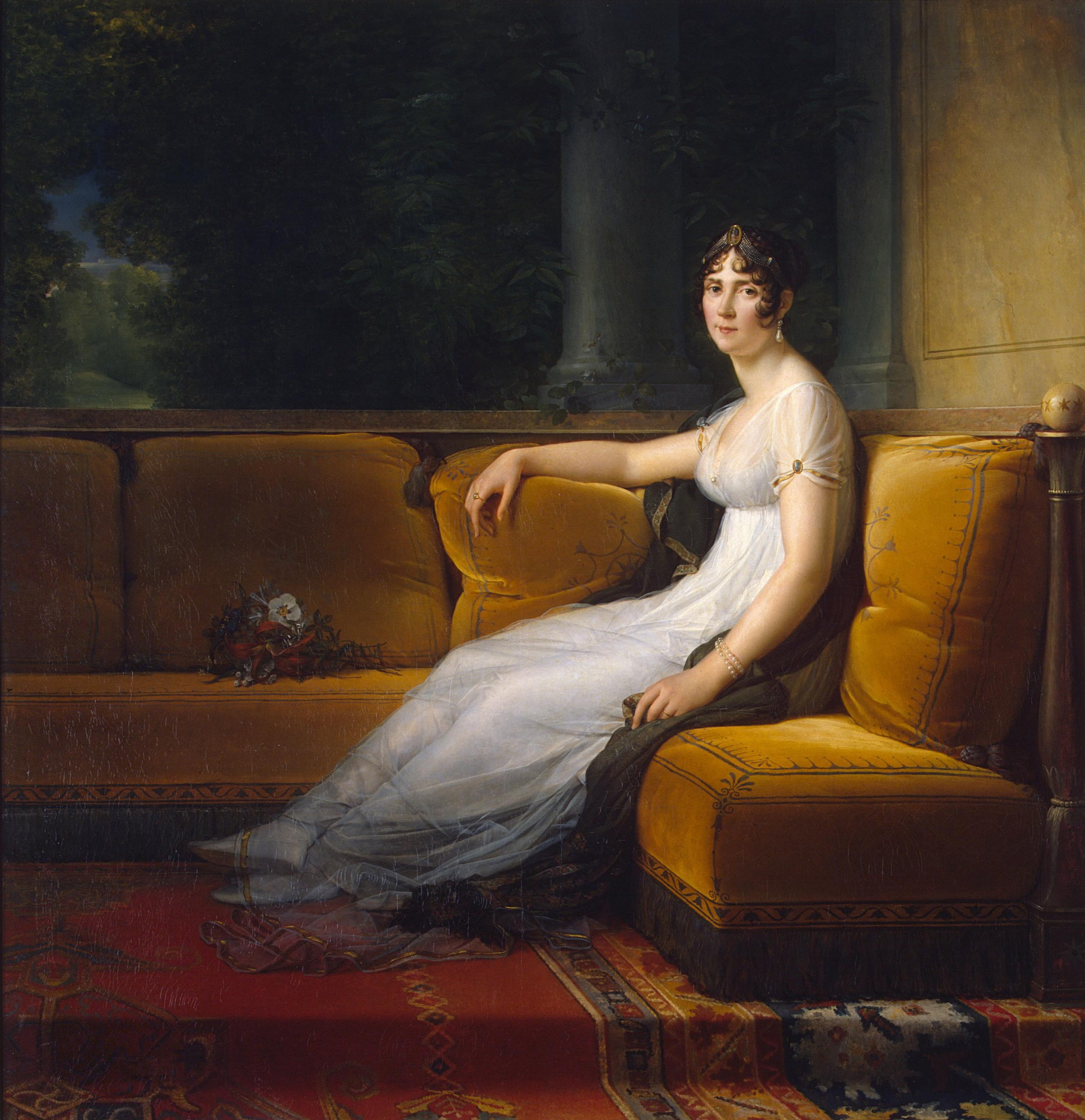
Joséphine tại Malmaison năm 1801, tranh của François Gérard

Rose và Napoléon Bonaparte gặp nhau vào năm 1795 và hai người phải lòng nhau. Napoléon lúc này là một danh tướng mới nổi sau vụ dẹp cuộc bạo loạn ngày 13 tháng Hái Nho và trẻ hơn bà 6 tuổi. Theo một giai thoại do Napoléon kể lại (và được Eugène, Hortense và Paul Barras xác nhận), sau cuộc bạo loạn chính quyền ra lệnh tịch thu tất cả vũ khí của người dân Paris vì lý do an ninh, trong số đó có thanh bảo kiếm của Alexandre de Beauharnais. Vì vậy, cậu bé Eugène de Beauharnais đã đánh bạo đến gặp Napoléon để xin lại thanh kiếm của cha mình và được Napoléon chấp thuận. Ngày hôm sau, bà Rose đến gặp Napoléon để tạ ơn. Phải lòng người phụ nữ xinh đẹp, Napoléon ngỏ lời xin ghé thăm tư dinh của bà và các buổi ghé thăm thân mật như vậy sau đó ngày càng thường xuyên hơn. Tháng 1 năm 1796, Napoléon cầu hôn Rose và hai người kết hôn vào ngày 9 tháng 3. Napoléon thường gọi bà là Joséphine và đây là cái tên bà sử dụng đến cuối đời, thay cho cái tên "Rose". Cuộc hôn nhân giữa Joséphine và Napoléon không được gia đình chồng đón nhận nồng nhiệt, nhà chồng tỏ ra ngạc nhiên về việc Napoléon kết hôn với một phụ nữ lớn tuổi và đã có con riêng. Mẹ và các chị em gái của Napoléon đặc biệt ghét Joséphine vì họ, xuất thân từ một quý tộc bình dân, cảm thấy khó chịu trước phong thái quan cách và quý tộc của Joséphine. Chỉ hai ngày sau khi cưới, Napoléon Bonaparte lên đường viễn chinh ở Ý. Ông đã gửi cho Joséphine nhiều lá thư bày tỏ tình cảm.
Tuy nhiên mối quan hệ giữa Joséphine và Napoléon cũng xảy ra nhiều trục trặc, ví dụ như nhiều bê bối ngoại tình đến từ hai bên. Trong thời gian Napoléon viễn chinh, năm 1796 Joséphine có quan hệ tình cảm với một trung uý khinh kỵ binh là Hippolyte Charles. Tin tức bay đến taui của Napoléon và ông rất giận dữ. Phía bên Napoléon cũng không vừa. Trong chiến dịch viễn chinh Ai Cập năm 1798, Napoléon dính vào chuyện tình ái với vợ của một sĩ quan cấp dưới là Pauline Fourès, người được mệnh danh là "nàng Cleopatra của Napoléon". Chuyện ngoại tình này ảnh hưởng xấu đến quan hệ vợ chồng Joséphine và Napoleon. Một vụ bê bối khủng khiếp khác xảy ra chỉ mấy ngày trước khi Napoléon đăng cơ, khi Joséphine bắt quả tang chồng mình đang dan díu với Élisabeth de Vaudey, người hầu của Joséphine. Hai vợ chồng gây gổ với nhau một trận kinh khủng và hôn nhân suýt nữa đổ vỡ nếu không có sự can thiệp và hoà giải của Hortense, con gái riêng của Joséphine.
Sau vụ Hippolyte Charles, sử liệu không thấy ghi nhận gì về chuyện ngoại tình (nếu có) của Joséphine, trong khi đó Napoléon tiếp tục ngoại tình với một số phụ nữ khác. Năm 1804 Napoléon tuyên bố "tình nhân của ta là quyền lực".
Ngày 24 tháng 12 năm 1800, Joséphine suýt nữa thiệt mạng trong một vụ đánh bom, khi bà cùng chồng, gia đình và bạn bè đi xem một vở kịch của Joseph Haydn tại 's Creation at the nhà hát Paris. Bà ngồi trong cỗ xe thứ hai trong đoàn cùng với con gái Hortense và một số bạn bè, khởi hành sau chồng do phải chình trang y phục, và trên đường đến nhà hát thì một quả bom phát nổ, giết chết vài người đi đường và một trong những con ngựa kéo xe. Sức nổ của quả bom làm vỡ cửa sổ xe ngựa, mảnh văng khiến tay của Hortense bị thương. May mắn là không còn ai khác có mệnh hệ gì và cả đoàn đến được nhà hát an toàn.

## Hoàng hậu đế chế thứ nhất

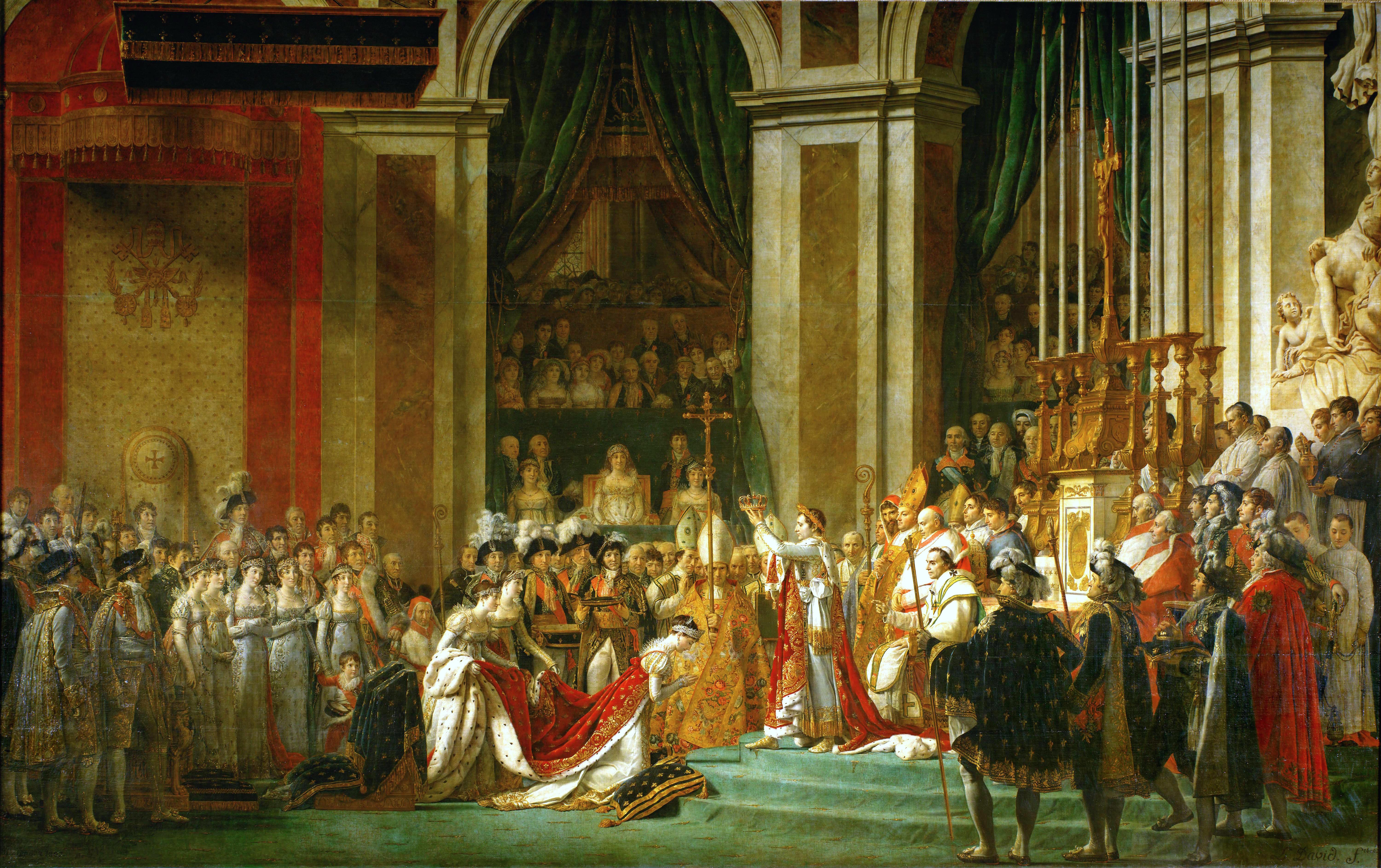
Lễ đăng cơ của hoàng đế Napoléon I và hoàng hậu Josephine tại Nhà thờ Đức bà Paris, ngày 2 tháng 12 năm 1804. Hoạ bởi Jacques-Louis David và Georges Rouget

Năm 1804, Napoléon trở thành Hoàng đế Pháp và Joséphine trở thành hoàng hậu. Lễ đăng cơ diễn ra ở Nhà thờ Đức bà Paris ngày 2 tháng 12 năm 1804. Theo nghi thức, Napoléon đội vương miện cho chính mình rồi đội mũ miện lên Joséphine, tuyên bố bà là hoàng hậu.
Với tư cách là hoàng hậu, Joséphine có một đội ngũ tuỳ tùng cho riêng mình và có nguyên một ban bệ chuyên quản lý chuyện ăn ở cho hoàng hậu tương tự như thời quân chủ phong kiến trước đó. Adélaïde de La Rochefoucauld, phu nhân của một gia tộc đồng minh với dòng họ Beauharnais, được phong làm Đại Thị nữ (Première dame d'honneur). Émilie de Beauharnais, một người họ hàng của Joséphine, được phong làm Thị nữ chuyên về phục sức cho hoàng hậu (Dame d'atour). Vợ của các thuộc tướng và thuộc cấp của Napoléon, bao gồm Jeanne Charlotte du Lucay, Madame de Rémusat, Elisabeth Baude de Talhouët, Lauriston, d'Arberg, Marie Antoinette Duchâtel, Sophie de Segur, Séran, Colbert, Savary, và Aglaé Louise Auguié Ney, được phong làm Thị nữ Hoàng cung (Dame de Palais).

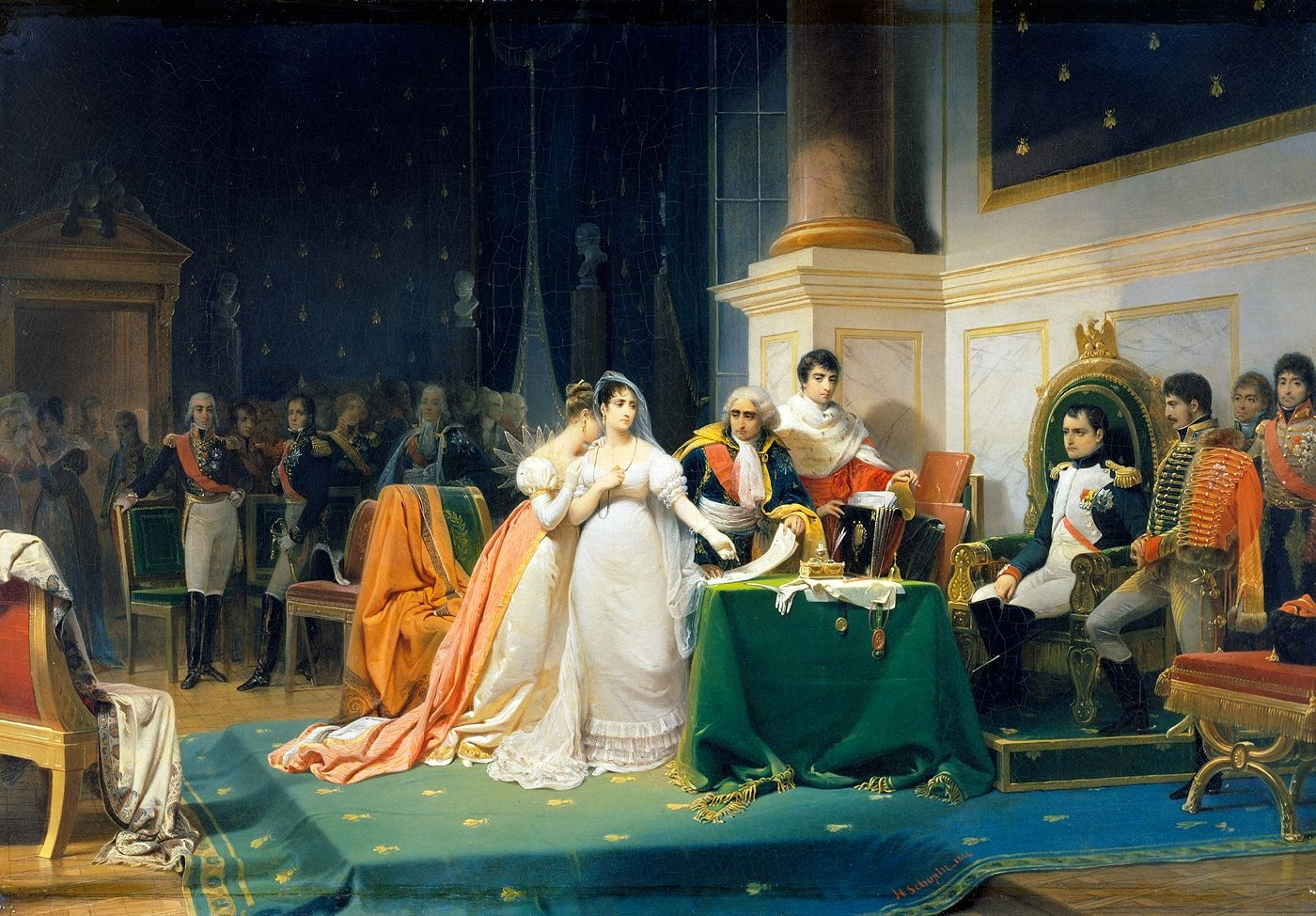
Hoàng hậu Joséphine ly hôn với Hoàng đế Napoléon năm 1809, tranh của Henri Frédéric Schopin.

Tuy nhiên hôn nhân của Hoàng đế và Hoàng hậu sau đó đứng trước nguy cơ đổ vỡ khi Joséphine không có khả năng sinh con cho Hoàng đế. Việc một người tình của Napoléon, bà Éléonore Denuelle, sinh cho Hoàng đế một đứa con ngoài giá thú cho thấy Napoléon vẫn còn năng lực duy trì nòi giống và việc hiếm muộn là do Hoàng hậu. Hoàng đế mặc dù rất yêu thương Hoàng hậu, nhưng đứng trước ưu tiên về con cái nối dõi ông đã suy nghĩ đến chuyện ly hôn để đi bước nữa. Sau cái chết của Napoléon Charles Bonaparte, con trai Hortense với Louis Bonaparte vào năm 1807, Napoléon dứt khoát đi đến quyết định ly hôn. Ông thông báo quyết định này cho Joséphine vào ngày 30 tháng 12 năm 1809 và Hoàng hậu cũng tán thành ly hôn để chồng có thể sinh con. Hai người chính thức ly dị vào ngày 10 tháng 1 năm 1810. Tuy nhiên, sau khi ly dị, Napoléon tuyên bố Joséphine vẫn có quyền giữ lại danh hiệu Hoàng hậu.
Ngày 11 tháng 3 năm 1810, Napoléon kết hôn với công chúa Maria Ludovica của Áo; và lễ thành hôn diễn ra vào tháng 4 tại Louvre. Napoléon tuyên bố rằng mặc dù có ít nhiều tình cảm với Maria Ludovica, đối với ông cuộc hôn nhân này thuần tuý là để sinh con đẻ cái. Hoàng hậu Maria Ludovica đã sinh cho Napoléon một người con trai, được gọi là "Ông vua nhỏ thành Roma".

## Cuối đời

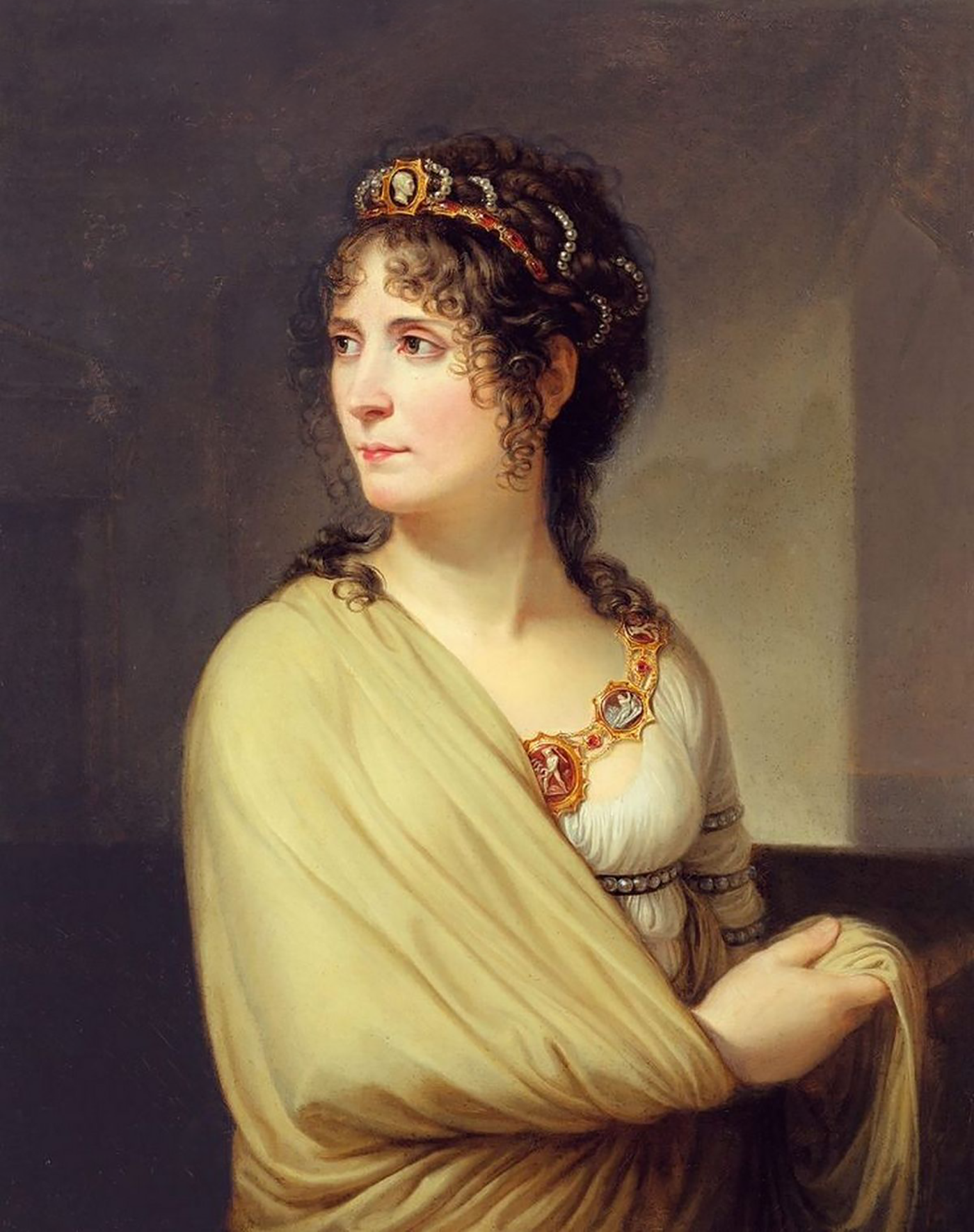
Chân dung của of Joséphine vào cuối đời, hoạ bởi Andrea Appiani.

Sau khi ly hôn, Joséphine sống tại dinh thự Malmaison gần Paris. Bà và chồng cũ vẫn giữ quan hệ tốt. Vào tháng 4 năm 1810, Napoléon phong cho bà chức Công nương Navarre. Hoàng đế cũng hào phóng "bao cấp" cho nhu cầu chi dùng xa xỉ của vợ cũ, trong đó bao gồm nhiều bộ váy áo cực kỳ sang trọng, giày dép đắt tiền và trang sức. Thậm chí khi đống nợ nần của cựu Hoàng hậu nhiều lần đẩy bà đến mức gần như phá sản, chính Hoàng đế đã đứng ra xử lý. Một số ý kiến cho rằng Napoléon và vợ cũ vẫn giữ quan hệ tình ái bí mật, mặc dù thông tin này không được kiểm chứng. Tháng 3 năm 1811, hoàng hậu Marie-Louise sinh hạ cho Napoléon một con trai, tức Napoleon II, được Napoléon phong cho danh hiệu "Vua La Mã". Hai năm sau, Napoléon sắp xếp cho Joséphine gặp con riêng của mình, người đã tiêu tốn rất nhiều nước mắt của Joséphine.

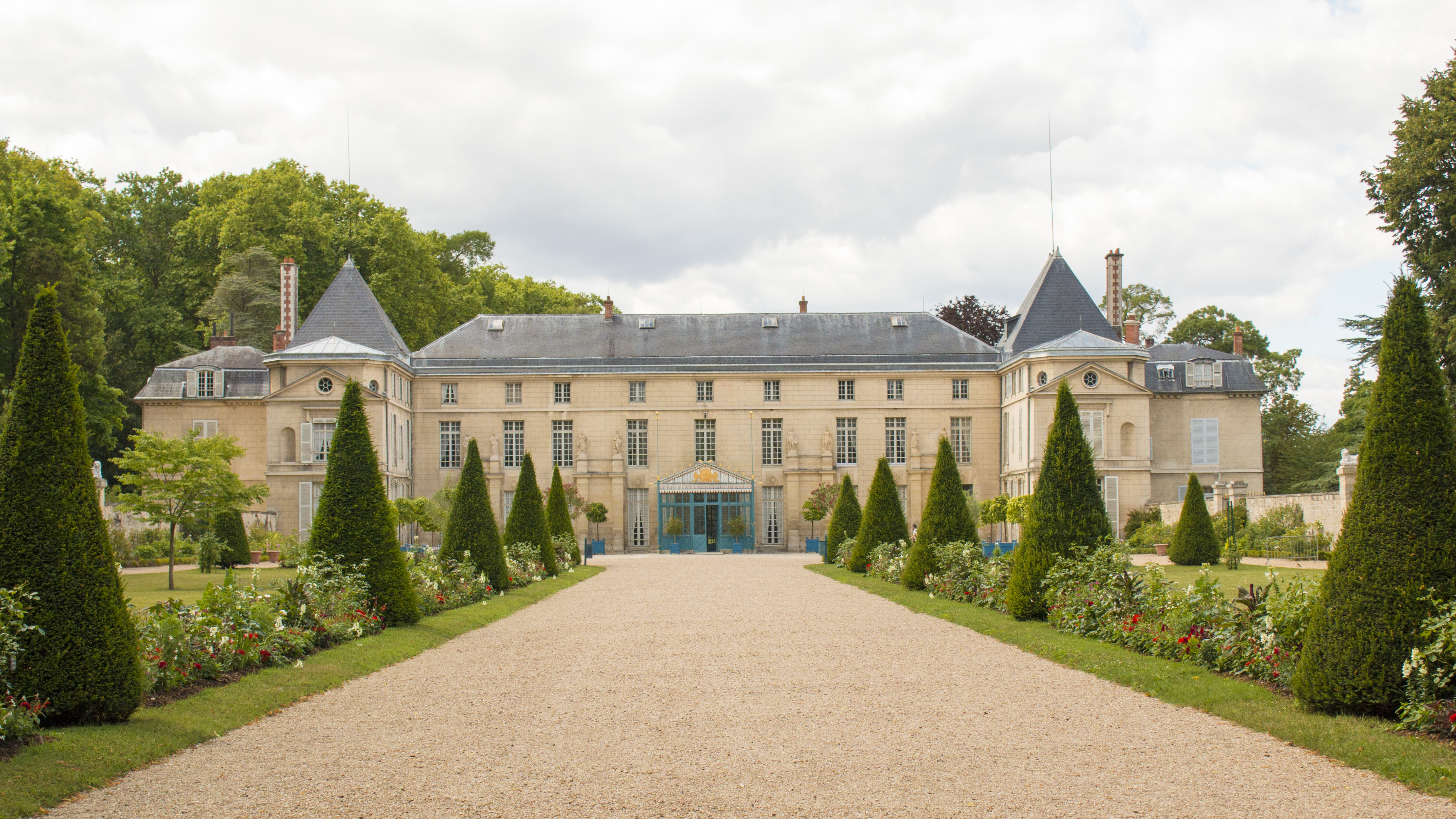
Dinh thự Malmaison gần Paris.

Joséphine mất ở Rueil-Malmaison ngày 29 tháng 5 năm 1814, ít lâu sau khi gặp gỡ Nga hoàng Aleksandr I tại dinh thự Malmaison. Người ta cho rằng trong cuộc gặp này bà đã cầu xin Nga hoàng để được đoàn tụ với chồng lúc này đang bị đi đày. Sau khi mất Joséphine được an táng ở Nhà thờ Saint Pierre-Saint Paul ở Rueil. Con gái Hortense cũng được chôn gần bà.
Napoléon biết tin Joséphine qua đời thông qua một nhật báo tiếng Pháp khi ông đang bị đi đày ở Elba. Ông giam mình trong phòng suốt hai ngày và không gặp mặt ai. Khi bị đi đày ở Saint Helena, cựu hoàng đế thổ lộ rằng mình thật lòng yêu thương Joséphine nhưng không kính trọng bà. Trước lúc lâm chung, Napoléon đã nhắc đến tên của Joséphine, cùng với tên của nước Pháp, quân đội Pháp, và chức Thống lĩnh quân đội:"Pháp, quân đội, Thống lĩnh quân đội, Joséphine." ("France, l'armée, tête d'armée, Joséphine").

## Ngoại hình và tính cách

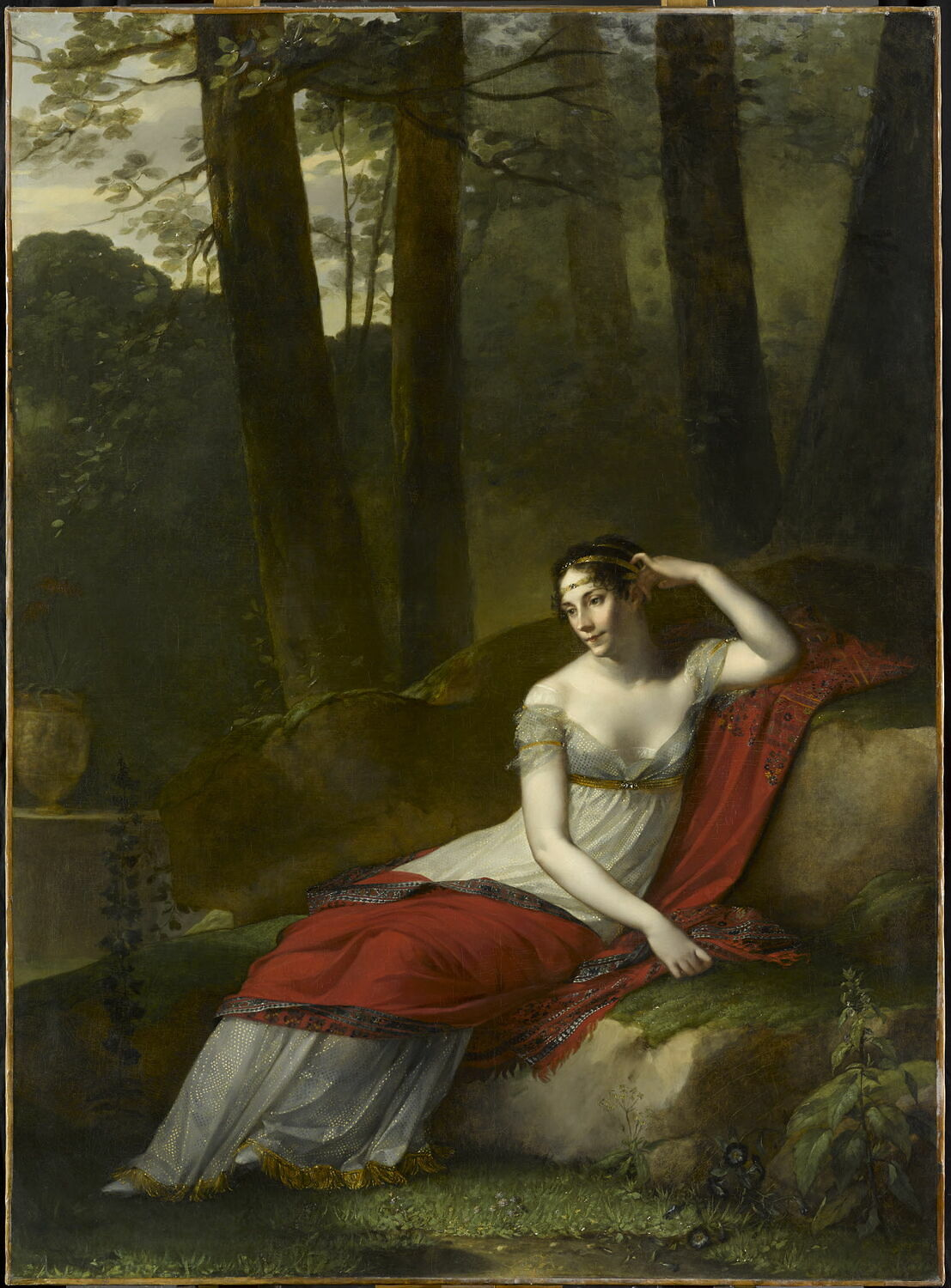
Chân dung của hoàng hậu Josephine, hoạ năm 1805 bởi Pierre-Paul Prud'hon

Hoàng hậu Joséphine có chiều cao trung bình, thân hình mảnh khảnh, có dáng, với mái tóc bóng, dài màu hạt dẻ, đôi mắt xanh, và nước da sáng. Mũi của bà nhỏ và thẳng, miệng có dáng đẹp, nhưng hàm răng của bà không được đẹp vì vậy bà ít khi mở miệng. Bà có phong thái quý phái cùng giọng nói đẹp và nhỏ nhẹ.
Theo học giả Carolly Erickson, tiêu chuẩn chọn bạn đời của hoàng hậu Joséphine là đặt lý trí lên trên tình cảm, nói cách khác bà có khả năng nhận định được người đàn ông có khả năng thoả mãn các nhu cầu tài chính và xã hội của bà. Bà ít nhiều đã nhận ra tiềm năng chính trị tương lai của Napoleon. Joséphine cũng khét tiếng về thói chi tiêu xa xỉ và có khả năng người tình Barras của bà đã cố ý mai mối Napoleon Bonaparte với bà để rũ bỏ gánh nặng tài chính. Joséphine cũng là người dễ mến, có vẻ ngoài thu hút và hào phóng.

## Hoạt động nuôi trồng các giống hoa hồng

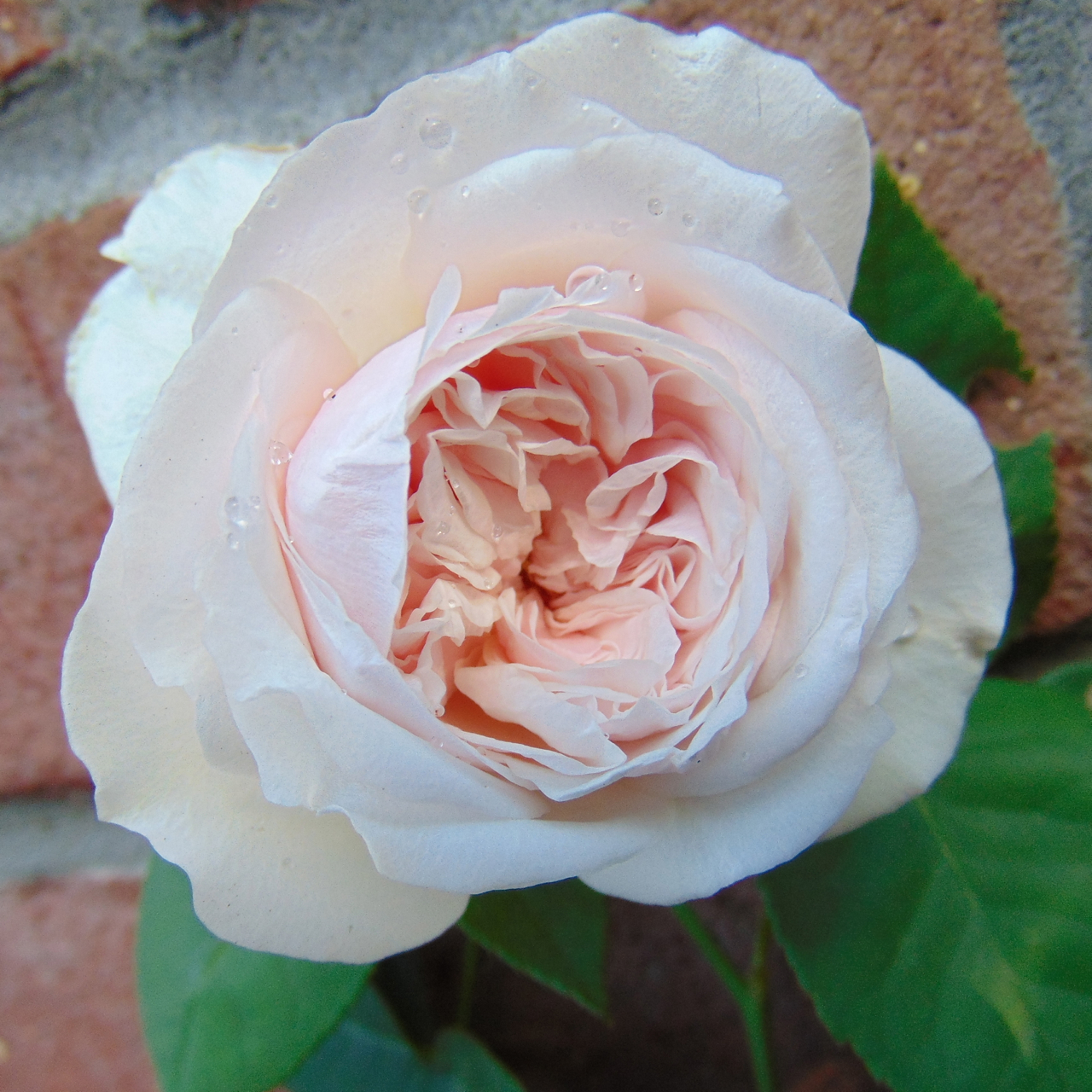
'Souvenir de la Malmaison'

Biệt thự Malmaison nơi Joséphine sống nổi tiếng với nhiều giống hoa hồng trồng trong sân vườn. Joséphine đã tậu căn biệt thự Malmaison vào năm 1799, lúc Napoléon còn đang viễn chinh ở Ai Cập và đã cho sửa sang lại khu sân vườn của căn biệt thự theo kiểu Anh. Nhiều chuyên gia về thực vật học và thiết kế vườn tược đến từ nước Anh đã được trưng dụng vì mục đích này, trong đó bao gồm Thomas Blaikie, Alexander Howatson, Ventenat, và Andre Dupont. Theo ý tưởng của Dupont, Joséphine đã cho trồng hoa hồng khu vườn của biệt thự ngay sau khi mua về. Joséphine cũng yêu thích hoa hồng và bỏ nhiều công chăm chút cho khu vườn hồng, bà cũng chú tâm học hỏi nhiều kiến thức về thực vật và làm vườn từ các chuyên gia. Biết phu nhân của mình thích hoa hồng, Napoléon đã hạ lệnh cho các thuộc hạ sưu tầm mọi loại cây hoa trên các nẻo đường chinh chiến và gửi về biệt thự Malmaison.
Nhà thực vật học Pierre-Joseph Redouté được giao nhiệm vụ bố trí và trang hoàng các cây hoa trong khu vườn của biệt thự. Chuyên khảo Les Roses xuất bản năm 1817-20 đã liệt kê 168 giống hoa hồng; 75–80 giống trong số đó dược trồng ở biệt thự Malmaison. Chuyên gia ươm cây vườn người Anh Kennedy đã cung cấp rất nhiều giống cây cho biệt thự Malmaison, và mặc dù lúc đấy Anh và Pháp đang có chiến tranh, các kiện hàng của ông vẫn được cơ quan chức năng cho thông quan dễ dàng. Đặc biệt, khi một giống hoa hồng từ Trung Quốc được nhập vào Anh, cơ quan chức năng Anh và Pháp đã thoả thuận cho phép giống cây này được xuất khẩu đến biệt thự của Joséphine vào năm 1810. Joseph Banks, Giám đốc Vườn thực vật Hoàng gia, Kew, cũng gửi tặng Joséphine hoa hồng.
Danh mục các giống hoa hồng tại Malmaison không được thống kê lúc Joséphine còn sống. Nhiều ý kiến cho rằng khi bà mất vào năm 1814, trong vườn có 250 cây hoa hồng. Theo Jules Gravereaux, số giống loại hoa hồng trong vườn của bà năm 1814 là 197 loại, thuộc về 12 loài. Nhà thực vật học Claude Antoine Thory nói rằng loài hoa hồng R. indica trong vườn của Joséphine có chấm đen trên cây. Joséphine đã cho biên tập tài liệu văn bản đầu tiên về lịch sử các giống hoa hồng và được cho là người tổ chức triển lãm hoa hồng đầu tiên vào năm 1810.
Chuyên gia Andre Dupont, người tham gia xây dựng khu vườn hồng của Joséphine, là người tiên phong trong việc lai tạo các giống hoa hồng thông qua việc thụ phấn có kiểm soát, việc gây giống hoa hồng trong thời gian trước đó chủ yếu dựa vào các biến dị ngẫu nhiên, hình thành do cơ chế tự nhiên, và các giống mới ít khi xuất hiện. Hoạt động thụ phấn có kiểm soát đã giúp tạo ra rất nhiều giống cây lai mới với số lượng nhiều chưa từng có. Trong số 200 giống hồng mà Joséphine sở hữu, 25 giống là kết quả lai của Dupont. Trong giai đoạn 30 năm sau khi Joséphine mất, các nhà gây giống Pháp đã tạo ra được hơn 1000 giống hồng lai. Vào năm 1910, chưa đầy một thế kỷ sau khi Joséphine mất, khu vườn của Gravereaux có đến 8000 giống hoa hồng. Bechtel cho rằng hoạt động bảo trợ và quảng bá của Joséphine - với tư cách là hoàng hậu đế chế Pháp - là một tác nhân thúc đẩy sự phổ biến của hoa hồng với tư cách là cây trồng trong vườn nhà.
Brenner và Scanniello ca ngợi Joséphine là người đỡ đầu của phong trào sưu tầm và nuôi cây hoa hồng và quy cho bà công lao xây dựng quy cách đặt tên theo địa phương cho các giống hoa hồng, thay vì tên gọi tiếng La Tinh phỏng theo danh pháp khoa học. Ví dụ giống hoa R. alba incarnata được đặt tên thành "Cuisse de Nymphe Emue". Khi Joséphine mất năm 1814, ngôi nhà bị bỏ hoang một thời gian và khu vườn cũng bị phá hoại, phần còn lại của khu vườn hồng bị thiêu huỷ trong một trận đánh năm 1870. Giống hoa 'Souvenir de la Malmaison' được gây giống vào năm 1844, 30 năm sau khi Joséphine mất, được đặt tên để vinh danh Joséphine bởi một Đại Công tước Nga, người đã trồng một trong những mẫu cây giống đầu tiên trong vườn hoa của hoàng thất Nga tại St. Peterburg.

## Bảo trợ cho nghệ thuật
Ngoài chơi hoa hồng, Joséphine cũng có sở thích về nghệ thuật. Bà tuyển mộ xung quanh mình các nghệ nhân từ hoạ sĩ đến nhà điêu khắc và kiến trúc sư. Đặc biệt nhờ quan hệ hôn nhân với với Alexandre de Beauharnais bà bắt đầu có điều kiện tiếp cận sâu rộng với giới nghệ sĩ thông qua các chuyến viếng thăm của chồng tới tư dinh của giới thượng lưu, nơi lưu trữ nhiều tác phẩm nghệ thuật có giá trị. Sau khi kết hôn với Napoléon và trở thành Hoàng hậu Pháp, bà thường xuyên tiếp cận với các tác phẩm nghệ thuật đương thời. Mặc dù vậy bà cũng có hứng thú với những tác phẩm trong giai đoạn trước đó. Bà cũng hay tìm kiếm các nghệ nhân hoạt động trong các trường phái khác lạ, với những phong cách ít biết, cũng như những người sẵn sàng thách thức các chuẩn mực thời thượng lúc đó. Bà cũng thường xuyên đến các xalông để gặp gỡ và kết giao với giới nghệ sĩ, và chi tiền bảo trợ cho một số nghệ nhân, giúp đỡ họ thành đạt trong sự nghiệp. Sau khi tậu dinh thự Malmaison, Joséphine đã đầu tư xây dựng các khu phòng triển lãm nghệ thuật, nhà hát, và dinh thự Malmaison cùng điện Tuileries trở thành các trung tâm nổi tiếng về nghệ thuật. Hoàng hậu Joséphine là nhân vật hoàng gia Pháp đầu tiên thực hiện việc sưu tầm nghệ thuật quy mô lớn, dẫn đầu trong trào lưu nghệ thuật thời Napoléon.

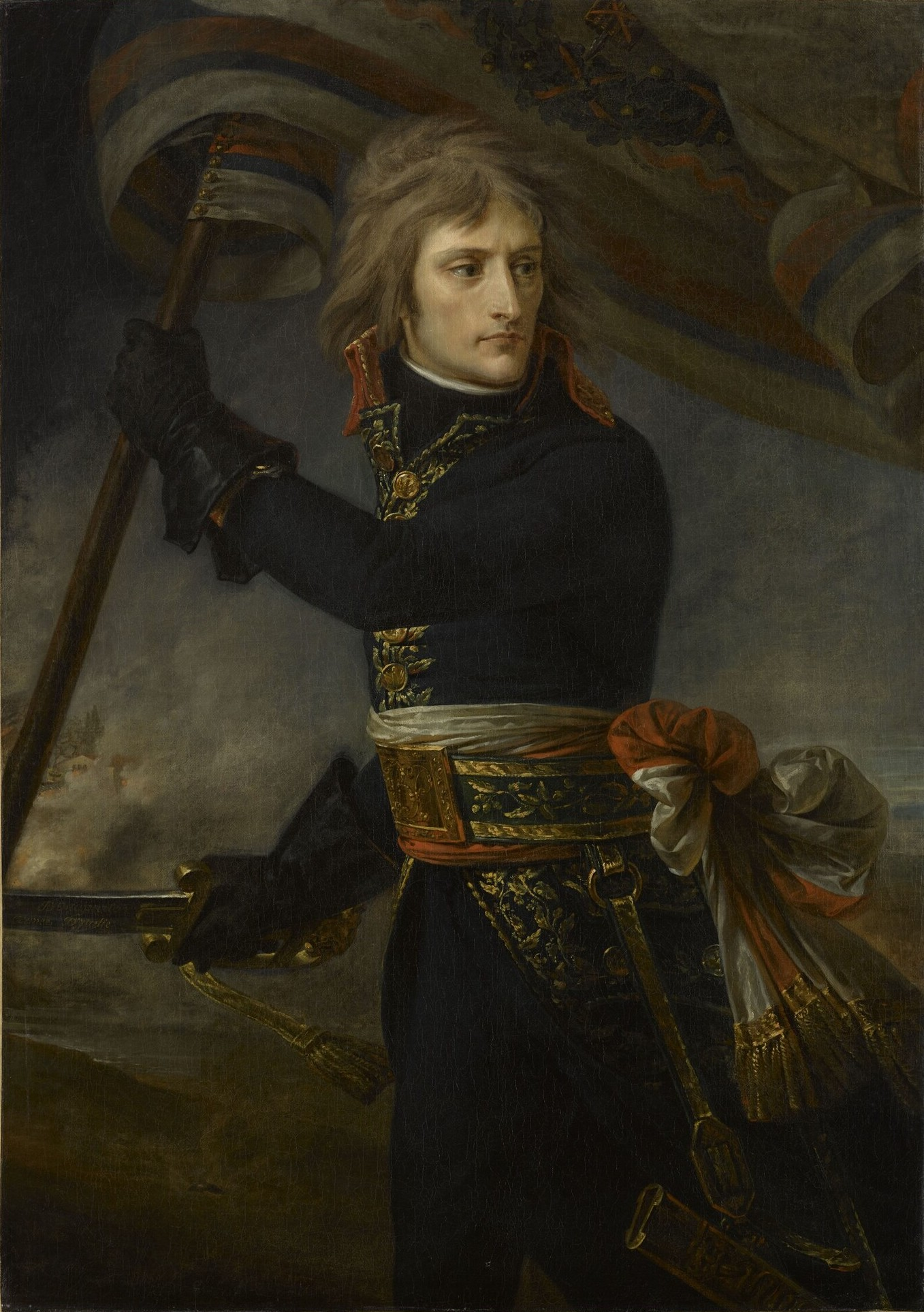
Antoine-Jean Gros,General Bonaparte at the Bridge of Arcole, 1796